# Moniteur système
Un moniteur système (en anglais, system monitor) est un composant logiciel ou matériel utilisé pour surveiller en temps réel l'état, l'utilisation et la performance des composantes d'un système informatique.
Un moniteur système affiche en temps réel des informations comme :
- l'utilisation du processeur ;
- l'utilisation de la mémoire vive et de la mémoire virtuelle ;
- l'utilisation de la bande passante (en téléchargement et en téléversement) ;
- l’espace libre et les statistiques S.M.A.R.T. sur un ou plusieurs disques durs ;
- la température du processeur et d’autres composants importants[2] ;
- la disponibilité du système (uptime) ;
- la vitesse des ventilateurs ;
- la tension fournie par le bloc d'alimentation ;
- ainsi que d'autres informations comme la date et l'heure ; l'adresse IP du système et le nom du système.

La plupart des moniteurs système sont des logiciels.
Il existe aussi quelques moniteurs système qui sont basés sur des composantes matérielles qui interfacent directement avec le matériel du système ou se connectent à un système de collecte de données logiciel via une connexion USB. Certains permettent de contrôler directement la vitesse des ventilateurs, ce qui permet à l'utilisateur de personnaliser le refroidissement du système. Quelques modèles très haut de gamme sont conçus pour s’interfacer avec un seul modèle de carte mère. Ces systèmes utilisent directement les capteurs intégrés au système, fournissant des informations plus détaillées et précises que les moniteurs moins coûteux.

## Quelques moniteurs système
Pour des systèmes uniques
- Activity Monitor (en)
- AIDA64
- CPU-Z
- Conky
- Gestionnaire des tâches Windows
- GKrellM
- htop
- iftop (en)
- iostat (en)
- KDE System Guard (en) (KSysguard)
- monit
- Monitorix (en)
- Motherboard Monitor (en)
- nmon (en)
- ntop
- Process Explorer (en)
- Resource Monitor (en) (resmon)
- Samurize
- Sar in UNIX (en)
- SpeedFan
- System Monitor (en) (sysmon)
- top
- Vigilo NMS (Community Edition)
- vmstat
- Volet Windows[3],[4]

Pour des systèmes distribués
- Audit Record Generation and Utilisation System (en) (Argus)
- Collectd (en)
- Ganglia
- GKrellM
- HP SiteScope (en)
- monit (paid version M/monit)
- NMIS (en)
- Munin
- Nagios
- NetCrunch
- Opmantek (en)
- Pandora FMS (en)
- Performance Monitor (en) (perfmon)
- Vigilo NMS (Enterprise Editions)
- Zenoss Core (en)

Pour une base de données Oracle
- Oracle Enterprise Manager (en)